# Harare City Football Club
O Harare City Football Club é um clube de futebol com sede em Harare, Zimbabwe. A equipe compete no Campeonato Zimbabuense de Futebol.

## História
O clube foi fundado em 1989.